# ドミトリー・パヴロフ
ドミトリー・グリゴリエヴィッチ・パヴロフ（ロシア語: Дми́трий Григо́рьевич Па́влов, ラテン文字転写: Dmitrii Grigor'evich Pavlov, 1897年10月23日 - 1941年7月22日）は、ソビエト連邦の軍人。上級大将。ソ連邦英雄。独ソ戦初期の敗戦の責を取らされ、銃殺。

## 経歴
コストロム県ヴォニュフ村（現コストロム州コログリフスキー地区パヴロフ村）の農家に生まれる。1914年、ロシア帝国軍に志願したが、負傷し、捕虜となる。
1919年から赤軍に入隊し、ロシア共産党（ボリシェビキ）に入党する。ロシア内戦時、騎兵連隊の小隊長、中隊長、連隊長補佐として、南部、南西、トルケスタン戦線で戦う。1922年、オムスク高等騎兵学校、1928年、M.V.フルンゼ名称軍事アカデミーを卒業。1928年、騎兵連隊長、後に機械化連隊長となり、東清鉄道の戦いに参加した。1931年、軍事技術アカデミー附属学術課程を修了。1934年～1936年、機械化旅団長。
1936年～1937年のスペイン内戦時、共和国軍の戦車旅団長となり、ソ連邦英雄の称号を授与された。ソ連帰国後、1937年11月に労農赤軍自動車装甲車両局長に任命。1938年、砲兵総局長グリゴリー・クリーク、砲兵総局次長ゲオルギー・サフチェンコ、自動車装甲車両局次長でスターリンの義兄弟であるパーヴェル・アリルーエフと共に国防人民委員クリメント・ヴォロシーロフに書簡を送り、軍内の粛清中止を訴えたが、受け入れられなかった。1939年～1940年、ソ・フィン戦争に従軍。1940年6月から白ロシア特別軍管区司令官。1941年6月中旬、スターリンに電文を送り、部隊の野戦陣地への撤収、管区部隊の動員等を要請した。
独ソ戦勃発後、リトアニア南部国境からプリピャチ川までの470kmの戦線をカバーする西部戦線司令官となる。西部戦線は、ドイツ中央軍集団の猛攻を受け、17日間で約42万人を失った（ミンスクの戦い）。パヴロフと彼の側近はモスクワに召還されて逮捕され、反逆罪で起訴された。パヴロフは、裁判で「自白」を否定したが、判決には影響せず、戦線通信部長A.グリゴリエフ、第4軍司令官A.コロブコフ、戦線参謀長V.クリモフスキフと共に銃殺された。
1957年、ソ連最高裁判所軍事部会は、「犯罪構成要件の不在」でパヴロフに対する判決を取り消した。

## 受勲など
ソ連邦英雄。レーニン勲章3個、赤旗勲章2個を受賞。
第1期ソ連最高会議代議員。全連邦共産党第18回大会において、中央委員候補に選出。